# 第6回全国陸上競技大会
第6回全国陸上競技大会（だい6かいぜんこくりくじょうきょうぎたいかい）は、1918年（大正7年）11月2日から11月3日に行われた全国陸上競技大会（後の日本陸上競技選手権大会）。
第4回と同じく芝浦で行われた。男子種目のみ行われた。

## 大会結果
|                   | 優勝                              | 優勝      | 2位                                   | 2位       | 3位                             | 3位       |
| ----------------- | --------------------------------- | --------- | ------------------------------------- | --------- | ------------------------------- | --------- |
| 100m              | 松田恒政 慶応義塾大学             | 11.4      | 奥山一三 神戸高等商業学校             | 11.8      | 奥村良一 神戸高等商業学校       | 12.2      |
| 200m              | 平野一人 早稲田大学               | 25.0      | 土居弥生吉 慶応義塾大学               | 24.8      | 森岡三郎 慶応義塾大学           | 25.2      |
| 400m              | 佐伯巌 同志社大学                 | 56.6      | 山内晋作 歯科医                       | 58.2      | 近藤敏夫 東京帝国大学           | 58.4      |
| 800m              | 佐伯巌 同志社大学                 | 2:15.0    | 河野利雄 第一高等学校                 | 2:17.0    | 服部千八 三重青年               | 2:17.2    |
| 1500m             | 多久儀四郎 天王寺師範学校教員     | 5:13.2    | 能得末吉 明治大学                     | 5:13.4    | 木村茂治 松江青年               | 5:13.6    |
| 5000m             | 多久儀四郎 天王寺師範学校教員     | 18:28.8   | 生田喜代治 早稲田大学                 | 18:30.0   | 山口幹 正則英語学校             | 18:42.2   |
| 10マイル          | 秋葉祐之 東京高等師範学校         | 54:24.0   | 生田喜代治 早稲田大学                 | 57:00.0   | 山口六郎次 明治大学             | 57:00.0   |
| 25マイルマラソン  | 秋葉祐之 東京高等師範学校         | 2:45:00.0 | 三浦弥平 早稲田大学                   | 2:47:24.0 | 山内晋作 歯科医                 | 2:52:36.0 |
| 110mハードル      | 奥山一三 神戸高等商業学校         | 17.6      | 佐伯信男 京都帝国大学                 | 17.8      | 金成良雄 早稲田大学             | 20.4      |
| 200mハードル      | 渡辺純司 慶応義塾大学             | 28.8      | 金成良雄 早稲田大学                   | 29.6      | 土居弥生吉 慶応義塾大学         | 29.6      |
| 4×220ヤードリレー | 井上・近藤・古川・鷺山 関東チーム | 1:32.0    | 奥村・中川・山田・佐伯 関西チーム     | 1:33.0    |                                 |           |
| 4×400ヤードリレー | 古川・沢田・鷺山・近藤 関東チーム | 3:28.8    | 有田・佐伯巌・多久・佐伯信 関西チーム | 3:29.4    |                                 |           |
| 走高跳            | 伊達十郎 学習院大学               | 1.56      | 金東漫 日本体育大学                   | 1.55      | 山添善治 東京帝国大学農学部実科 | 1.55      |
| 棒高跳            | 田島堅吉 東京農業大学             | 2.925     | 芝川亀太郎 東京農業大学               | 2.875     | 磯島卯之助 大阪市立高等商業学校 | 2.75      |
| 走幅跳            | 松本兼二郎 東京帝国大学           | 5.58      | 藤森篤 長野県大町中学校               | 5.48      | 大岡忠礼 法政大学               | 5.34      |
| 三段跳            | 原川五郎 日本大学                 | 10.96     | 森田俊彦 尚友会                       | 10.75     | 槇島徳太郎 慶応義塾大学         | 10.37     |
| 砲丸投            | 中村正祐 神戸高等商業学校         | 10.47     | 磯島卯之助 大阪市立高等商業学校       | 8.96      | 後藤欣一 東京府立第四中学校教員 | 8.82      |
| 円盤投            | 三橋義雄 千葉師範学校教員         | 29.35     | 松本兼二郎 東京帝国大学               | 28.00     | 多田徳雄 広島師範学校卒         | 25.66     |
| ハンマー投        | 佐藤義江 東京高等師範学校         | 26.90     | 西村真 東京高等師範学校               | 20.93     | 伊藤忠雄 明治大学               | 18.58     |
| やり投            | 斉藤兼吉 東京高等師範学校         | 45.42     | 多田徳雄 広島師範学校卒               | 42.28     | 益田弘 慶応義塾大学             | 41.33     |
| 野球用球投        | 中村正祐 神戸高等商業学校         | 97.95     | 栗本精二 東京高等師範学校附属中学校卒 | 94.50     | 下村良三 慶応義塾大学           | 87.50     |
| 五種競技          | 斉藤兼吉 東京高等師範学校         | 312       | 有田志朗 同志社大学                   | 198       | 原川五郎 日本大学               | 194       |
| 十種競技          | 竹内広三郎 東京高等師範学校       | 553       | 佐藤義江 東京高等師範学校             | 513       | 田島堅吉 東京農業大学           | 499       |